# Tailslide

O Símbolo "Aresti" indica o tailslide

O tailslide é uma acrobacia aérea no qual a aeronave está em linha reta e muda drasticamente sua trajetória em 90º para uma subida vertical a toda potência até perder empuxo. Quando a velocidade da aeronave atinge o 0 e para de subir, o piloto o mantém em posição de constante o mais longo tempo possível (ponto que pode ser auxiliado em aeronaves com empuxo vetorial), começa a queda para trás, nesse momento o nariz do avião passa da posição vertical para horizontal, entrando em um mergulho e recuperação do controle e nível de voo.
O "Tailslide" transitoriamente inverte o fluxo de ar na superfície de muitas aeronaves, fazendo forças anormais comparado a voos para frente. As superfícies de controle de voo devem ser capazes de lidar com tais forças sem danos ou deformações à fuselagem. Desse modo, nem todos os aviões de acrobacias aéreas são capazes de realizar o "tailslide".

## A manobra "Bell"
O Bell é uma variação da manobra "tailslide", sendo a única diferença que o piloto a realiza um círculo em um eixo longitudinal no 90º final enquanto recupera o nível de voo.

## "Bell" de Kvochur
Bell de Kvochur é uma variação na qual a aeronave acelera quase que totalmente verticalmente e simultaneamente freia e segue o movimento com sua cauda.